# Daniel Edwards
Daniel Edwards, né en 1965 à La Porte en Indiana aux États-Unis, est un artiste contemporain américain dont les œuvres traitent les célébrités et la culture populaire d'une manière qui a souvent suscité la controverse. 
La publication des œuvres est généralement accompagnée de communiqués de presse. Il inclut l'idée de promotion et de notoriété associative dans sa propre commercialisation de son art. 
Ses œuvres comprennent une sculpture de la tête désincarnée de Ted Williams, une statue grandeur nature de Britney Spears accouchant nue à quatre pattes sur un tapis en peau d'ours, un buste de la sénatrice Hillary Clinton et un buste de Fidel Castro .

## Œuvres

### Monument to Pro-Life: The Birth of Sean Preston
Edwards crée une œuvre nommé Monument to Pro-Life: The birth of Sean Preston, expliquant qu’il symbolisait la décision de Britney Spears de faire passer la naissance de son enfant avant sa carrière. Britney Spears avait en fait accouché par césarienne.   
Edwards a toutefois reconnu qu'il « ne défilerait ni avec des défenseurs pro-vie ni avec des défenseurs pro-choix ». 
Un certain nombre d'images présentées dans les médias sont des moulages de la sculpture et non des originaux. Les plâtres se distinguent par les jointures autour des avant-bras et des tibias et par leur couleur plus pâle. 

### Hillary Clinton
Le buste grandeur nature de la sénatrice Hillary Clinton est intitulé Presidential Bust of Hillary Rodham Clinton (2006). La sculpture la représente vêtue d'une robe à fleurs.

### Suri Cruise
Le 28 août 2006, Edwards dévoile une sculpture intitulée Suri's bronzed baby poop, censée être la première véritable selle du bébé de Tom Cruise et de Katie Holmes. La sculpture devait être mise aux enchères sur eBay, et Edwards fut chargé de produire une réplique en plâtre à tirage limité. Les sources discordent sur le point de savoir si la sculpture en bronze contenait réellement les excréments de Suri : certains l'affirment, tandis que d'autres soutiennent que cette histoire est un canular. 

### Dead Prince Harry
Une sculpture du prince Harry le représente mort, en uniforme militaire, la tête appuyée sur une bible avec un médaillon dans les mains de sa mère et un vautour aux pieds. Edwards suggère que la sculpture montre comment le prince Harry « a dû mourir le jour où on lui a dit qu'il ne pouvait pas servir » (en Irak),. 

### Oprah Sarcophagus
Edwards expose une maquette à demi-échelle nommée Oprah's Sarcophagus à la Gardenfresh Gallery de Chicago en avril 2008. Le couvercle du cercueil en bronze doré porte une représentation de la célébrité nue avec des rayures verticales. À ses côtés, le Oprah Burial Mask. 

### Autres travaux
En 2009, Edwards présente String Of Babies, qui représente Nadya Suleman (Octomom) comme une pieuvre englobant le seul ensemble d'octuplés encore vivant au monde. 
Le 9 août 2009, Edwards dévoile sa dernière pièce, une statue d'Angelina Jolie nue allaitant des jumeaux, un africain et l'autre non. 
Le 9 août 2011, Edwards créé une statue représentant la chanteuse Selena Gomez et son compagnon, Justin Bieber, unis par le torse, nus, avec seuls leurs sexes cachés. Justin y est représenté avec une feuille d’érable canadien et Selena avec l'étoile du Texas. 
Edwards a également créé un buste «commémoratif» d'Amy Winehouse.

## Documentaire
En 2006, le cinéaste AD Calvo produit une série de courts métrages sur Edwards et son travail. Sa compilation s'intitule La Danse Macabre. Portrait d'un sculpteur en série . 

### Ouvrages
- Otto M. Urban, Decadence Now : Visions of Excess, Artefakt/Arbor Vitae, 2011, 337 p. (ISBN 978-80-87164-60-0)
- Christopher R. Smith, The Exile of Britney Spears : A Tale of 21st Century Consumption, Intellect, Limited, 2011, 127 p. (ISBN 978-1-84150-410-0, lire en ligne)
- Helen S. Garson, Oprah Winfrey : A Biography (Greenwood Biographies), ABC-Clio, Incorporated, 2011, 212 p. (ISBN 978-0-313-35832-6, lire en ligne)
- Kitty Kelley, Oprah : A Biography, Crown Publishing Group, 1er avril 2010, 885 p. (ISBN 978-0-7393-7785-7 et 0-7393-7785-X)
- Debra Mancoff, Icons of Beauty : Art, Culture, and the Image of Women, Greenwood Publishing Group, 2009, 746 p. (ISBN 978-0-313-33823-6)
- Eric-B Henriet, L'uchronie, Paris, Klincksieck, 2009, 262 p. (ISBN 978-2-252-03710-2)
- Steen T. Christian Kittl Saehrendt, Yo tambien sabria hacerlo. Entender el arte moderno. Anecdotas y curiosidades., Ma Non Troppo, 2009 (ISBN 978-84-96924-43-7)
- Harold Schechter, The Whole Death Catalog : A Lively Guide to the Bitter End, Random House Publishing Group, 2009, 304 p. (ISBN 978-0-345-49964-6)
- Mark Reiter, The Final Four of Everything, Simon & Schuster Adult Publishing Group, 2009 (ISBN 978-1-4391-2608-0)
- (en) Louis Benjamin, The Naked and the Lens : A Guide to Nude Photography, Oxford, Focal Press, 2009, 237 p. (ISBN 978-0-240-81159-8)
- Sue Bailey, Grave Expectations : Planning the End Like There's No Tomorrow, Cider Mill Press Book Publishers, LLC, 2009, 201 p. (ISBN 978-1-60433-021-2)
- Timothy Wilks, Prince Henry Revived : Image and Exemplarity in Early Modern England, Paul Holberton Publishing, 2008, 312 p. (ISBN 978-1-903470-57-2)
- Robert Jobson, Harry's War : The True Story of the Soldier Prince, John Blake Publishing Ltd, 2008, 252 p. (ISBN 978-1-84454-672-5)
- Alexandra M. Kokoli, Feminism Reframed : Reflections on Art and Difference, Cambridge Scholars Publishing, 2008, 291 p. (ISBN 978-1-84718-405-4)
- Philippe Nicolas Philippe Marchand, Crazy Stuff, Firefly Books, 2008, 411 p. (ISBN 978-1-55407-426-6)
- Chas Newkey-Burden, Paris Hilton : Life on the Edge, Gardners Books, 2007 (ISBN 978-1-84454-457-8)
- Leonard Sweet, The Gospel According to Starbucks : Living with a Grande Passion, WaterBrook Press, 2007, 210 p. (ISBN 978-1-57856-649-5, lire en ligne)
- Harriet G. Warkel, The Herron Chronicle, Indiana University Press, 2003 (ISBN 0-253-34237-6)

### Article
- Brangelina Sculpture va inspirer les futurs propriétaires sur PerezHilton.com, 12 septembre 2009